# MAN Diesel
MAN Diesel SE (до 2006 року як MAN B&W) — була дочірньою компанією MAN SE в Аугсбурзі. Це пішло до 1. Січень 2010 року шляхом злиття з MAN Turbo AG у MAN Diesel & Turbo SE. Крім усього іншого, виробляються найбільші та найпотужніші дизельні двигуни у світі, які використовуються в основному як силові установки суден, але також і в енергетичних установках. Гамбурзький завод дизельних двигунів MAN служить цехом для суднових двигунів, які тут обслуговуються, капітально ремонтуються.

## Історія
MAN Diesel має давні традиції у виробництві дизельних двигунів. У 1897 році Рудольф Дізель завершив створення першого дизельного двигуна на заводі в Аугсбурзі, який тоді називався Maschinenfabrik Augsburg-Nürnberg AG.
Данська дочірня компанія Burmeister & Wain, розташована в Копенгагені, була куплена в 1980-х роках. З того часу були придбані інші виробники дизельних двигунів, у тому числі данська Alpha Diesel Frederikshavn. До 1 вересня 2006 року компанія працювала під назвою MAN B&W Diesel AG. Про злиття з MAN Turbo AG для створення підрозділу Power Engineering було оголошено 14 липні 2009 року. Про злиття було оголошено 26 березня 2010 (заднім числом до 01.01. січня) з реєстрацією MAN Diesel і Turbo SE в комерційному реєстрі Аугсбурга.

## Продукти

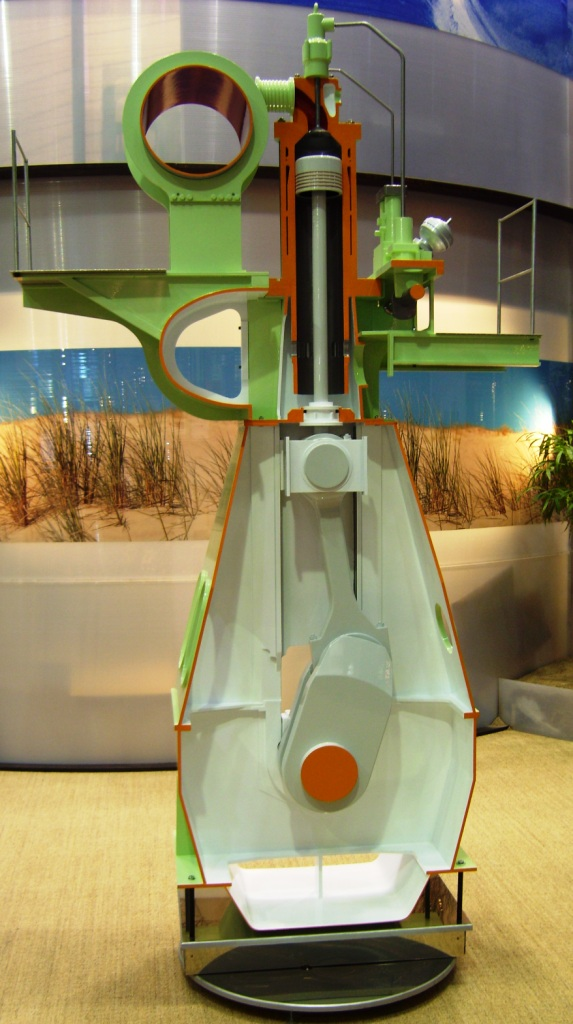
Модель двотактних суднових дизельних двигунів MAN

Завод в Аугсбурзі розробляє та виробляє дизельні двигуни для суднової тяги та енергетичні установки потужністю від 430 до 500 кВт і 97300 кВт. Вони доставляються вантажівкою до порту Неккар — Хайльбронн.

## Обсяг консолідації

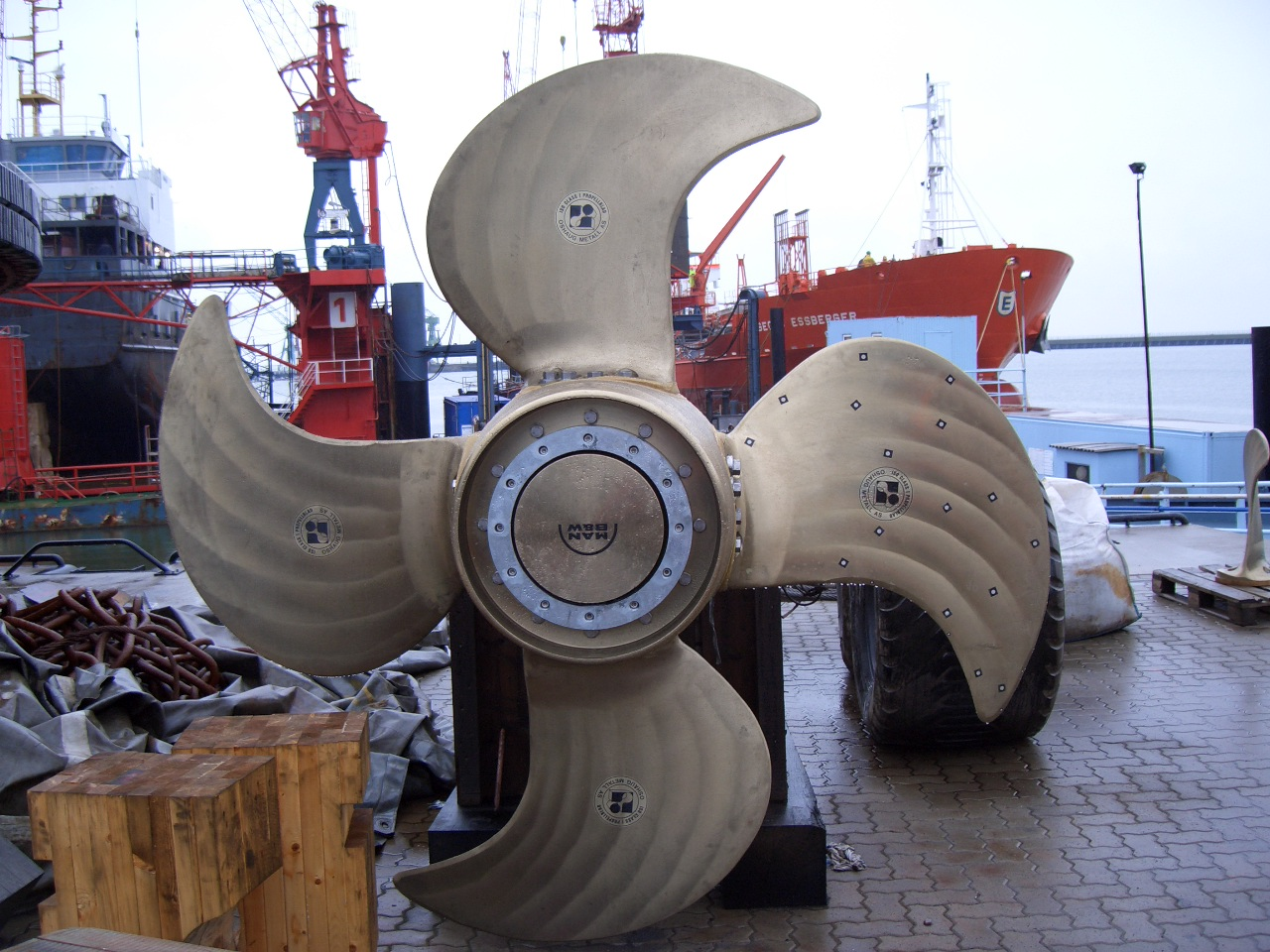
Судновий гвинт MAN

MAN Diesel SE була материнською компанією підгрупи (MAN Diesel Group), яка складалася з компаній-виробників суднових двигунів, суднових гвинтів, турбокомпресорів, дизель-генераторів і електростанцій.
Значними консолідованими інвестиціями MAN Diesel SE були:
- MAN Diesel SE, Копенгаген, Данія
- MAN Diesel Ltd, Стокпорт, Великобританія
- MAN Diesel SAS, Вільпент, Франція
- MAN Diesel (Сінгапур) Pte. Ltd., Сінгапур
- MAN Diesel Australia Pty. Ltd., Сідней, Австралія
- MAN Diesel Canada Ltd., Оквіль, Канада
- MAN Diesel North America Inc., Нью-Йорк, США
- MAN Diesel India Ltd., Аурангабад, Індія
- Rostock Diesel Services GmbH, Росток, Німеччина
- PBS Turbo, Velka Bites, Чехія

## Різне
Компанія MAN Diesel розробила Hyundai 9000 для серії з п’яти контейнеровозів SE у 2006 році під позначенням K98 MC перший дизельний двигун з понад 100 тис. к.с. (73 500 кВт). Варіант 14K98MC7 з 116 875 к.с. (87 200 кВт), був найпотужнішим судновим двигуном у світі у 2008 році, але на той момент не був встановлений.
Танкер Lindanger, побудований у 2016 році, є одним із перших у світі суден, які працюють на екологічно чистому паливі метанолі. Чотири із семи нових продуктових танкерів, які використовують метанол як альтернативне паливо, були побудовані Hyundai Mipo Dockyard Co., Ltd (HMD) для норвезьких судновласників Westfal-Larsen і Marinvest. Двопаливні головні двигуни B&amp;W 6G50ME-9.3 LGIB потужністю 10320 кінських сил кВт при 100 об/хв приводяться в дію за допомогою метанолу та суднового дизельного палива (MGO) як запалювального масла. Вони були розроблені MAN B&W і виготовлені Hyundai Heavy Industries Engine and Machinery Division.